# Identità sorda
Il termine identità sorda può essere considerato una possibile traduzione del concetto di deafhood, ideato e usato per la prima volta dal sordo britannico Paddy Ladd nel 2003 nella sua opera intitolata Understanding Deaf Culture - In Search of Deafhood, allo scopo di definire la differenza tra sordità (deafness in inglese), intesa come patologia e legata a un punto di vista medico, e Sordità intesa da un punto di vista culturale.

## Etimologia del termine
Il sostantivo inglese deafhood è composto dal termine deaf (sordo) e il suffisso -hood (in origine hād: lo stato, genere o qualità di; gruppo di persone del tipo menzionato).
In italiano ancora non esiste una vera e propria traduzione del termine a causa della difficoltà riscontrata nel tradurre il suffisso -hood. Un'altra causa può essere considerata la scarsa conoscenza dell'opera di Paddy Ladd e, di conseguenza, del concetto stesso, da parte della comunità sorda italiana. Il termine si potrebbe parafrasare nel suo significato, ovvero "lo stato dell'essere sordo".

## Deafhood

### Storia
Il concetto di Deafhood è stato sviluppato e ideato dall'attivista e ricercatore sordo inglese Paddy Ladd nel corso del suo viaggio personale nel definire la propria identità, rendendosi conto della mancanza di concetti appropriati che fossero in grado di legare i tratti comuni delle culture sorde nel mondo. Ladd inizia a sviluppare l'idea di Deafhood nel 1990, allo scopo di mostrare il vero stato esistenziale delle persone Sorde e di dimostrare la presenza effettiva di una comunità sorda. Il concetto di Deafhood è stato in seguito sviluppato nella sua dissertazione dottorale nell'anno 1998 (dottorato di ricerca in Deaf Culture presso l'Università di Bristol). Infine, nel 2003, il concetto è diventato il tema stesso della sua opera intitolata Understanding Deaf Culture - In Search of Deafhood.

### Definizione
Secondo l'ideologia di Paddy Ladd, descritta in Understanding Deaf Culture - In Search of Deafhood, con il concetto di Deafhood si intende lo stato dell'essere consapevolmente Sordo e dell'essere riconosciuto come tale dall'esterno, in quanto in possesso di una cultura peculiare, con i suoi usi, traduzioni e valori, e di una lingua naturale propria, la lingua dei segni. Questo concetto vuole differenziarsi dalla Deafness, ovvero dalla sordità considerata da un punto di vista medico o clinico (quindi come una patologia da curare); creando un termine Sordo-centrico, quale Deafhood, si dimostra così un evidente processo di colonizzazione udente a discapito dell'esistente comunità Sorda. Infatti, il concetto di Deafhood rappresenta una sorta di viaggio o processo interiore che la singola persona Sorda affronta nell'accettazione positiva della propria sordità, vista non come perdita, ma bensì parte della propria identità e stato sociale. Ladd definisce la Deafhood come un concetto ampio e volutamente vago, sfuggente e dinamico come la cultura stessa. Sempre secondo Ladd, questo processo di accettazione cresce e si sviluppa nella personalità della persona Sorda grazie, soprattutto, alla partecipazione e al coinvolgimento all'interno della comunità Sorda, alla condivisione delle proprie esperienze e al contatto con altre persone Sorde. L'obiettivo sul quale di basa questo concetto è quello di unire le persone Sorde nelle loro esperienze comuni legate alla sordità, creando una sorta di fratellanza incondizionata; in questo contesto, il possesso di una lingua dei segni (qualunque essa sia) rende queste persone libere e autonome, permettendo loro di trovare le proprie risorse e contrapponendosi a qualsiasi tipo di oppressione, in special modo all'audismo.

### Sordo e sordo
Quando si parla di sordità, è importante fare una distinzione tra persona Sorda (con la “s” maiuscola) e persona sorda (con la “s” minuscola). Alla base di questa distinzione vengono coinvolti fattori principalmente culturali, psicologici legati all'identità, sociali e fisici, questi ultimi considerati soprattutto a livello medico. Quando si parla di persone Sorde si intende identificare quelle persone coscienti e consapevoli della propria condizione di sordità, la quale non è percepita in modo negativo come deficit uditivo. Queste persone sono solitamente ben integrate nella comunità sorda, si riconoscono nella propria cultura, della quale vanno fieri, utilizzano la lingua dei segni come lingua madre e come principale mezzo di comunicazione.
Quando si parla, invece, di persone sorde con la “s” minuscola si fa riferimento a persone che non sentono, dalla nascita o solo da un certo momento nella loro vita, e che non si identificano con la cultura e la comunità sorda, ma al contrario spesso si identificano con la comunità disabile, in quanto, generalmente, percepiscono la loro sordità come una mancanza o come una disabilità, un deficit da correggere per riuscire ad inserirsi nella società per vivere alla pari delle persone udenti. Generalmente le suddette persone non conoscono la lingua dei segni o, se la conoscono, non la utilizzano come mezzo principale di comunicazione, e spesso hanno ricevuto un'educazione oralista.

### Concetti collegati

#### Empowerment
Essendo la Deafhood intesa come un concetto volutamente vago, può essere quindi considerato un termine ombrello, il quale racchiude al suo interno varie sfaccettature facenti parte della stessa Cultura Sorda che dimostrano quanto la sordità non sia un tanto una mancanza, ma piuttosto un beneficio; in particolare, dato che la Deafhood è fortemente legata all'esperienza personale sorda, essa può ricollegarsi al concetto di empowerment che individua un processo di crescita individuale e di gruppo attraverso un comune stimolo, al fine di dimostrare ed esprimere le proprie potenzialità.
Secondo Julien Rappaport (1981) il concetto di Empowerment rappresenta un processo, incentrato su una comunità locale, intenzionale e continuativo, che implica il rispetto reciproco, la riflessione critica, l'affetto e la partecipazione di gruppo e attraverso il quale le persone, che non hanno la giusta dose di risorse di valore, possono acquisire un maggiore senso del valore di sé e più elevato controllo della propria vita. Analogamente, secondo C.H. Keiffer (1982) l’Empowerment comprende un processo tridimensionale che include:
- lo sviluppo di un più potente senso di sé, in rapporto con il mondo (meno sensi di impotenza e di alienazione);
- la costruzione di una comprensione più critica delle forze politiche e sociali che impattano il proprio mondo quotidiano;
- l'elaborazione di strategie funzionali e di reperimento di risorse per raggiungere scopi personali ed obiettivi sociopolitici.[15][16]

Nel caso della comunità sorda, lo stesso uso della lingua dei segni è un atto di Empowerment in opposizione alle varie forme di oppressione (come ad esempio l'audismo), permettendo in questo modo alla persona Sorda di affermare la propria Deafhood e di dimostrare di poter essere indipendente dal Mondo Udente.
Usando la Lingua dei Segni, i membri della comunità sorda dimostrano che questa è vissuta come una vera e propria lingua che permette loro di utilizzare un linguaggio naturale in tutti i sensi. Infatti, generalmente, gli individui si identificano fra di loro tramite la lingua, stabilendo relazioni sociali in quanto la stessa è essenzialmente culturale. Ciò prova che la Lingua dei Segni è parte dell'identita Sorda stessa, ha un fortissimo valore e viene considerata come sacra dalla comunità che ne fa uso quotidiano.

#### Deaflore
Allo stesso modo, il cosiddetto Deaflore (il folclore Sordo) è anch'esso collegato alla Deafhood. Il folclore Sordo deriva dalla conoscenza e dalla consapevolezza dell'esistenza di un Mondo Sordo attivo, fatto di condivisione di esperienze positive nella sordità, usi, tradizioni, abitudini, valori e storia comuni. Quindi il Deaflore serve alla comunità sorda per creare coesione e partecipazione al suo interno, mantenendo una certa identità di gruppo.

#### Deaf Gain
Il concetto di Deafhood dimostra che la persona Sorda può identificarsi nella propria sordità in maniera positiva, considerandola non tanto un difetto uditivo, ma parte integrante della propria identità, dimostrando inoltre che la persona Sorda non necessariamente deve occupare un posto marginale nella società, ma che piuttosto può arricchirla dando il suo personale e speciale contributo da un punto di vista differente, propriamente sordo.
In questo contesto, il concetto di Deaf Gain sta a definire la sordità come una forma di diversità sensoriale, scostandosi da un punto di vista esclusivamente medico. In questo contesto quindi la sordità non è concepita come perdita, ma sta a definire un approccio sensoriale differente, che può dare un contributo significativo al mondo da un punto di vista esclusivamente visivo.
Il termine Deaf Gain nasce nella primavera del 2005 grazie ad Aaron Williamson, un artista sordo inglese. Tenendo un discorso ad una classe di Dirksen Bauman, Williamson racconta come, mentre iniziava a sentire meno dall'età di sette anni, consultando molti medici, ottenesse sempre lo stesso esito: “Stai perdendo l'udito", e mai nessuno che gli dicesse che stava guadagnando la propria sordità (Deaf Gain). Quindi, la nozione di Deaf Gain sfida e cambia quello che comunemente sono le nozioni di normalità, disabilità e diversità umana, dato che la normalità “udente” è quella socialmente accettata secondo un modello di persona normodotata. Il termine Deaf Gain quindi viene ideato proprio in opposizione a perdita d'udito con la volontà di abbracciare tutte quelle vie dalle quali sia le persone Sorde che la società stessa possono trarne beneficio, permettendo in questo modo alla persona Sorda di trovare stimoli positivi per dare il proprio contributo.

#### Celebrazione della Deafhood nelle forme espressive
Il concetto di Deafhood e orgoglio sordo sono spesso celebrati nelle forme espressive e artistiche proprie della cultura Sorda, diventando uno dei temi centrali condivisi dalle diverse comunità sorde diffuse nel mondo. Tali forme espressive comprendono: poesie in lingua dei segni, umorismo Sordo, teatro e cinema Sordo, canzoni in Lingua dei Segni insieme alle arti visive come la pittura, scultura ed architettura definite De'VIA che rappresenta lo stile e le tendenze che caratterizzano le opere degli artisti Sordi. Tutti questi stili sono strettamente legati alle esperienze delle persone sorde che condividono tematiche riconosciute dalla maggior parte delle Comunità Sorde nel mondo, insieme alla celebrazione stessa della ricchezza, delle potenzialità creative e dell'importanza che la lingua dei segni ha per queste persone.
Attraverso gli stili espressivi i Sordi dimostrano e rappresentano in maniera socio-culturale il loro essere sordo che, insieme al concetto di Deafhood, crea una sorta di parità tra il loro mondo e quello udente (spesso percepito come dominante), dimostrando nei sordi una volontà di rivalsa verso l'oppressione subita nel passato come nel presente. Inoltre, stili espressivi e Deafhood dimostrano che alla base di tutto ciò esiste una cultura essenzialmente visiva, avente delle proprie peculiarità, il cui perno è l'esistenza e l'uso di una lingua dei segni che non è il prodotto di una traduzione delle lingue vocali, ma è un'espressione naturale e spontanea di una vera e propria comunità.